# Cheon Seong-moon
Cheon Seong Mun (en hangul, 천성문, Corea del Sur), es un actor surcoreano.

## Biografía
Su hermana mayor es la popular personalidad de televisión y actriz Song Ji-hyo, también tiene una hermana menor.

## Carrera
Es miembro de la agencia "MY COMPANY".
En el 2015 apareció como invitado en la segunda temporada del programa We Are in Love donde participó su hermana Song Ji-hyo y el actor taiwanés Chen Bolin.
En 2017 apareció por primera vez como invitado en el exitoso programa de televisión surcoreano Running Man, donde Ji-hyo forma parte del elenco.
En octubre del mismo año se anunció que se había unido al elenco del web-drama 29gram junto a Ji-hyo y Kim Tae-wan.
En el 2018 realizó un cameo como un invitado de la sala de billar en la película Wind Wind Wind.

## Filmografía

### Series de televisión
| Año  | Título | Personaje | Canal  | Notas     |
| ---- | ------ | --------- | ------ | --------- |
| 2017 | 29gram | Jo Yi-an  | DIA TV | web-drama |

### Películas
| Año  | Título            | Personaje           | Notas                                                      |
| ---- | ----------------- | ------------------- | ---------------------------------------------------------- |
| 2018 | Wind Wind Wind    | -                   | junto a Song Ji-hyo, Shin Ha-kyun y Lee Sung-min - (cameo) |
| 2015 | The Long Way Home | Miembro del Pelotón |                                                            |

### Programas de variedades
| Año        | Programa                     | Canal   | Notas                                |
| ---------- | ---------------------------- | ------- | ------------------------------------ |
| 2017, 2018 | Running Man                  | SBS     | (ep. #342, 360-361 y 401) - invitado |
| 2018       | Song Ji Hyo’s Beautiful Life | OnStyle | invitado                             |
| 2015       | We Are in Love               | -       | invitado                             |